# Българо-швейцарска търговска камара
|                       |                                                                                              |
| Вид                   | Организация с нестопанска цел                                                                |
| Отрасъл               | Организация с нестопанска цел, Бизнес, Търговия, Инвестиции                                  |
| Основана              | 2004                                                                                         |
| Седалище              | София, България                                                                              |
| Място на дейност      | Република България, Конфедерация Швейцария, Европейски съюз                                  |
| Ключови представители | Бони Бонев (Председател, Управителен съвет), Васил Радойновски (Ръководител на Секретариата) |
| Интернет страница     | www.bscc.bg                                                                                  |

Българо-швейцарската търговска камара (БШТК) (на английски: Bulgarian-Swiss Chamber of Commerce) е организация с нестопанска цел. Целта на Камарата е да насърчава и подпомага търговските и икономически отношения между Конфедерация Швейцария и Република България, да защитава икономическите интереси на членовете си и да осигурява услуги, подпомагащи постигането на целите ѝ. Седалището на Камарата се намира в София, България. БШТК предоставя информцаия, контакти и услуги на своите членове и партньори от двете страни. Сред членовете ѝ има предприятия от всички сектори на икономиката, производители, големи международни консорциуми, износители, вносители, както и малки и средноголеми предприятия. Българо-швейцарската търговска камара предлага бизнес контакти, информация и консултантски услуги на членовете си, както и на клиенти от двете страни, които не са членове, които включват, но не се ограничават до пазарни проучвания, търсене на партньори, и др. От началото на 2012 г. БШТК предоставя информация и услуги на инвеститорската и бизнес общност съвместно с посолството на Швейцария в София, което служебно е член на Управителния съвет на Камарата.

## История
Българо-швейцарската търговска камара е учредена в края на 2004 г. Историята на Камарата започва още през 1994 г., когато по инициатива на швейцарски и български организации и компании в София се създава Българо-швейцарският бизнес клуб. Предназначението на Клуба е да подобрява икономическите отношения между двете страни и обмяната на актуална информация между членовете и заинтересованите кръгове. През 2004 г. поради нарасналия интерес към установяване на бизнес контакти и с цел подпомагане на предприятия от двете страни, членовете на Бизнес Клуба вземат решение за преобразуването му. Бизнес клубът е закрит с решение на Общото събрание, а членовете му продължават да си сътрудничат в рамките на новоучредената Българо–швейцарска търговска камара. Oсновната цел на Камарата е да подпомага и стимулира икономическите и търговски отношения между България и Швейцария.

## Безплатни услуги (само за членове на БШТК)
- Участие в редовни месечни събития: презентации, бизнес форуми, конференции, бизнес мисии, приеми и други мероприятия
- Възможност за бизнес и политически нетуъркинг
- Механизми за съдействие при търговия и инвестиции
- Медии & информация: уебсайт, годишна брошура, презентации, специални анонси, изявления за пресата, мултимедии
- Идентифициране и поощряване на търговските и инвеститорски възможности в България и Швейцария
- Информация за пазара/сектора в България и Швейцария, включително обща бизнес среда, икономика, политика, сектори, извършване на дейност
- Съдействие на място чрез партньорства/сътрудничества в България и Швейцария

## Платени услуги (преференциални тарифи за членове на БШТК)
- Търсене на партньори/Съдействие при установяване на контакт с потенциални бизнес партньори. Идентифициране на специалисти от определени експертни области.
- Връзка с институции и организации/Уреждане на срещи с централни, регионални и местни власти, обществени и неправителствени институции. Придружаване по време на срещи и посещения
- Административни услуги/Превод и легализация на документи, устни преводи и други сродни услуги
- Пазарна информация/Фирмени проучвания/Събиране на обща информация за определен продукт или услуга, тенденции, конкуренция, дистрибуция. Пазарни проучвания. Информация за конкретни компании (напр. от търговски регистри, други обществени източници, медии, клиенти и др.)
- Правни и финансови съвети/Съдействие при регистрация на фирми в България и Швейцария, арбитраж и уреждане на търговски спорове, финансово и фискално консултиране
- Посещение на панаири, изложения, компании/Съдействие при уреждане на участие в и посещение на изложения, които организират посещението в България на бизнес делегации от Швейцария и обратно
- „Временен Офис“/Съдействие при стъпване на българския пазар (производство, търговия, услуги), частична поддръжка по отношение на организационни и административни задачи, секретариат и др.
- Правна защита/Съдействие при защита правните интереси на членовете на Камарата пред държавни институции и други организации в България
- Съдействие при сертифициране на инвестиционни проекти в България/Съдействие при изготвяне на документите необходими за сертифициране (заявление, инвестиционен проект и др.), контакти със съответните институции
- Оценка на експортния капацитет/Оценка на готовността на български предприятия за успешен износ на изделия и услуги
- Услуги, които не са посочени по-горе могат да бъдат предоставени след обсъждане и в зависимост от капацитета на Секретариата на БШТК.

## Управителен съвет на Българо-швейцарската търговска камара
- Бони Бонев – Председател
- Теодор Божинов – Заместник-председател
- Ханес Розенмунд – Член
- Марсел Щауб – Член
- Рето Зайлер – Член
- Верка Алексиева - Член
- Теодора Бургуджиева – Местен съветник по културните, икономическите и юридическите въпроси (Посолство на Швейцария). Посолството на Швейцария служебно е член на УС на БШТК със статут на съветник.

## Контролна комисия на Българо-швейцарската търговска камара
- Станчо Станчев – председател
- Мария Цветкова – член
- Зоя Василева – член

## Секретариат на Българо-швейцарската търговска камара
(От октомври 2010 г. функциите на Секретариата се изпълняват от „Индустриконсулт“ ООД, член на БШТК):
- Васил Радойновски – управител
- Николай Желязков – член
- Цветелина Цветанова – член

## Партньори в България
- Българска търговско-промишлена палата
- Клуб на смесените и чуждестранни палати в България
- Българска агенция за инвестиции Архив на оригинала от 2014-11-03 в Wayback Machine.
- Търговско-промишлена палата – Стара Загора Архив на оригинала от 2014-11-03 в Wayback Machine.
- Сдружение „Севлиево 21-ви век“
- Посолство на Швейцария в София, България

## Партньори в Швейцария
- Търговска камара „Швейцария – Централна Европа“ Архив на оригинала от 2014-11-03 в Wayback Machine.
- Асоциация на швейцарските външнотъговски камари Архив на оригинала от 2014-10-31 в Wayback Machine.
- Switzerland Global Enterprise
- Cleantech Switzerland Архив на оригинала от 2018-11-02 в Wayback Machine.
- SwissMEM Архив на оригинала от 2014-11-13 в Wayback Machine.
- Посолство на България в Берн, Швейцария

Вижте също
- Икономика на България
- Икономика на Швейцария

Източници
- www.eda.admin.ch

Външни препратки
- The Bulgarian - Swiss Chamber of Commerce (BSCC)
- Invest in Bulgaria Архив на оригинала от 2014-11-03 в Wayback Machine.
- Invest in Switzerland